# Jerichow
Jerichow er en by i landkreis Jerichower Land som har navn efter den. Jerichow ligger i den tyske delstat Sachsen-Anhalt, på den højre bred af Elben, nordvest for Genthin. Til Jerichow hører landsbyerne Kleinmangelsdorf, Klietznick, Mangelsdorf og Steinitz.

## Historie
- I 1144 grundlagde Præmonstratensermunke Klosters Jerichow.
- 1336 blev byen fuldstændig ødelagt af oversvømmelser fra Elben.
- 1631 – ødelæggelser og plyndringer under trediveårskrigen.
- Fra 1680 hører byen under Hertugdømmet Magdeburg i Brandenburg-Preussen.
- I 18. århundrede blev Neustadt grundlagt.